# Glypta
Glypta is een geslacht van vliesvleugelige insecten (Hymenoptera) uit de familie van de gewone sluipwespen (Ichneumonidae).
De wetenschappelijke naam van het geslacht is voor het eerst geldig gepubliceerd in 1829 door Johann Ludwig Christian Gravenhorst.
Glypta parasiteren vlinders (Lepidoptera) uit de familie van de bladrollers. Hun larven zijn endoparasieten van de larven (rupsen) van de bladrollers. 
Glypta variegata bijvoorbeeld parasiteert Choristoneura rosaceana en Pandemis limitata (beide uit de onderfamilie Tortricinae) in Noord-Amerika. Glypta fumiferanae parasiteert verschillende soorten bladrollers uit het geslacht Choristoneura (waaronder Choristoneura fumiferana), die schade kunnen toebrengen aan coniferen.

## Soorten
- G. abbreviata Dasch, 1988
- G. abrupta Dasch, 1988
- G. acares Momoi, 1965
- G. accentuata Dasch, 1988
- G. aclerivora Dasch, 1988
- G. adachii Uchida, 1928
- G. adornata Dasch, 1988
- G. aequorea Dasch, 1988
- G. alameda Dasch, 1988
- G. alaskensis Dasch, 1988
- G. albanica Habermehl, 1926
- G. alberta Dasch, 1988
- G. albifaciens Dasch, 1988
- G. albilineata Dasch, 1988
- G. albitibia Dasch, 1988
- G. albonotata Dasch, 1988
- G. algida Dasch, 1988
- G. alpestris Dasch, 1988
- G. altamirai Godoy & Gauld, 2002
- G. alternata Dasch, 1988
- G. amabilis Dasch, 1988
- G. ambigua Dasch, 1988
- G. amoena Dasch, 1988
- G. angelica Dasch, 1988
- G. angulata Dasch, 1988
- G. angusta Dasch, 1988
- G. animalcula Shestakov, 1927
- G. animosa Cresson, 1870
- G. antiochensis Dasch, 1988
- G. antonioi Godoy & Gauld, 2002
- G. applanata Dasch, 1988
- G. aprilis Viereck, 1905
- G. aquila Chiu, 1965
- G. arctata Dasch, 1988
- G. arctica Dasch, 1988
- G. arcuata Dasch, 1988
- G. areolata Viereck, 1903
- G. argyrotaeniae Dasch, 1988
- G. aridella Dasch, 1988
- G. asperata Dasch, 1988
- G. atrata Dasch, 1988
- G. aurea Godoy & Gauld, 2002
- G. aurora Brues, 1910
- G. australis Dasch, 1988
- G. bakeri Dasch, 1988
- G. banffensis Dasch, 1988
- G. barri Dasch, 1988
- G. bequaerti Dasch, 1988
- G. biauriculata Strobl, 1901
- G. bicarinata Dasch, 1988
- G. bifoveolata Gravenhorst, 1829
- G. bisinuata Momoi, 1963
- G. blandita Dasch, 1988
- G. boharti Dasch, 1988
- G. borealis Cresson, 1870
- G. bradleyi Dasch, 1988
- G. brevipetiolata Thomson, 1889
- G. breviterebra Momoi, 1963
- G. breviungulata Kuslitzky, 1976
- G. buccata Dasch, 1988
- G. bugaczensis Kiss, 1926
- G. bulbosa Dasch, 1988
- G. buolianae Dasch, 1988
- G. calianensis Constantineanu & Voicu, 1975
- G. californica Provancher, 1886
- G. caliginosa Dasch, 1988
- G. calva Dasch, 1988
- G. canadensis Cresson, 1870
- G. capra Kuslitzky, 1974
- G. carinifrons Dasch, 1988
- G. carlsoni Dasch, 1988
- G. carolellae Dasch, 1988
- G. caryae Dasch, 1988
- G. caucasica Telenga, 1929
- G. caudata Thomson, 1889
- G. caulicola Cushman, 1933
- G. ceratites Gravenhorst, 1829
- G. cesta Dasch, 1988
- G. ciliata Schiodte, 1839
- G. clypeata Kuslitzky, 2007
- G. cockerelli Dasch, 1988
- G. colfaxiana Dasch, 1988
- G. coloradana Dasch, 1988
- G. columbiana Dasch, 1988
- G. collina Dasch, 1988
- G. concava Dasch, 1988
- G. concisa Dasch, 1988
- G. concolor Ratzeburg, 1844
- G. conflictanae Dasch, 1988
- G. confragosa Dasch, 1988
- G. confusa Dasch, 1988
- G. consimilis Holmgren, 1860
- G. contrasta Dasch, 1988
- G. convexa Dasch, 1988
- G. cornigera Dasch, 1988
- G. cornuta Brischke, 1865
- G. costata Dasch, 1988
- G. costulata Kuslitzky, 2007
- G. crassa Dasch, 1988
- G. crebraria Dasch, 1988
- G. cudonigerae Dasch, 1988
- G. cuericiensis Godoy & Gauld, 2002
- G. curta Dasch, 1988
- G. cyclostoma Szepligeti, 1898
- G. cylindrator (Fabricius, 1787)
- G. cymolomiae Uchida, 1932
- G. chinensis (Uchida, 1952)
- G. choristoneurae Dasch, 1988
- G. dakota Cresson, 1870
- G. davisii Dalla Torre, 1901
- G. decepta Dasch, 1988
- G. decora Dasch, 1988
- G. deflexa Dasch, 1988
- G. deleta Dasch, 1988
- G. delicata Dasch, 1988
- G. delicatula Kuslitzky, 2007
- G. densa Momoi, 1970
- G. dentata Golovisnin, 1928
- G. dentifera Thomson, 1889
- G. depressa Dasch, 1988
- G. deserta Kuslitzky, 1976
- G. diminuta Dasch, 1988
- G. divaricata (Say, 1835)
- G. diversipes Walsh, 1873
- G. divisa Dasch, 1988
- G. dorsiatomanae Dasch, 1988
- G. dreisbachi Dasch, 1988
- G. dubia Ratzeburg, 1852
- G. dupla Dasch, 1988
- G. eberhardi Godoy & Gauld, 2002
- G. ecostata Szepligeti, 1898
- G. egregiafovea Viereck, 1905
- G. ejuncida Dasch, 1988
- G. elevata Dasch, 1988
- G. elongata Holmgren, 1860
- G. enigmatica Dasch, 1988
- G. epiblemae Dasch, 1988
- G. epinotiae Dasch, 1988
- G. erratica Cresson, 1870
- G. erugata Dasch, 1988
- G. eucosmae Walley & Barron, 1977
- G. evansi Dasch, 1988
- G. evetriae Cushman, 1917
- G. exartemae Walley, 1934
- G. exigua Dasch, 1988
- G. exophthalmus Kriechbaumer, 1887
- G. exposita Dasch, 1988
- G. extensor Dasch, 1988
- G. extincta Ratzeburg, 1852
- G. faceta Dasch, 1988
- G. fasciata Dasch, 1988
- G. femorator Desvignes, 1856
- G. ferruginea Dasch, 1988
- G. filicauda Dasch, 1988
- G. flagellaris Kuslitzky, 1973
- G. flaviscutator Aubert, 1964
- G. flavomaculata Dasch, 1988
- G. flavopicta Dasch, 1988
- G. floridana Dasch, 1988
- G. foutsi Dasch, 1988
- G. franciscana Dasch, 1988
- G. fronticornis Gravenhorst, 1829
- G. fulgida Dasch, 1988
- G. fulvipes Schiodte, 1839
- G. fumiferanae (Viereck, 1912)
- G. fumosa Dasch, 1988
- G. furcata Dasch, 1988
- G. fuscata Dasch, 1988
- G. fuscitibia Dasch, 1988
- G. gainesiana Dasch, 1988
- G. gelida Dasch, 1988
- G. georgiana Dasch, 1988
- G. georginensis Godoy & Gauld, 2002
- G. glabra Dasch, 1988
- G. glacialis Dasch, 1988
- G. glypta (Ashmead, 1906)
- G. gouldiana Dasch, 1988
- G. gracilis Hellen, 1915
- G. griseldae Dasch, 1988
- G. haesitator Gravenhorst, 1829
- G. hastata Dasch, 1988
- G. heinrichi Dasch, 1988
- G. herschelana Dasch, 1988
- G. heterocera Thomson, 1889
- G. hondoana Dasch, 1988
- G. hoodiana Dasch, 1988
- G. humilis Spinola, 1851
- G. ignota Dasch, 1988
- G. imitator Dasch, 1988
- G. implana Dasch, 1988
- G. impressa Davis, 1898
- G. improba Dasch, 1988
- G. improcera Dasch, 1988
- G. incisa Gravenhorst, 1829
- G. incognita Dasch, 1988
- G. incompleta Dasch, 1988
- G. inculta Dasch, 1988
- G. indivisa Dasch, 1988
- G. infrequens Dasch, 1988
- G. infumata Walley, 1934
- G. insignis Dasch, 1988
- G. interrupta Dasch, 1988
- G. interstincta Dasch, 1988
- G. inusitata Dasch, 1988
- G. ithacensis Dasch, 1988
- G. jacintana Dasch, 1988
- G. juncta Dasch, 1988
- G. juxta Dasch, 1988
- G. kamijoi Momoi, 1966
- G. kansensis Dasch, 1988
- G. kasparyani Kuslitzky, 1976
- G. kincaidi Dasch, 1988
- G. kozlovi Kuslitzky, 1976
- G. kukakensis Ashmead, 1902
- G. kunashirica Kuslitzky, 2007
- G. laevis Dasch, 1988
- G. lapponica Holmgren, 1860
- G. lata Dasch, 1988
- G. latigaster Dasch, 1988
- G. lenis Dasch, 1988
- G. lepida Dasch, 1988
- G. limatula Dasch, 1988
- G. limbata Dasch, 1988
- G. linearis Dasch, 1988
- G. lineata Desvignes, 1856
- G. lirata Dasch, 1988
- G. longicauda Hartig, 1838
- G. longipalpus Dasch, 1988
- G. longispinis (Gmelin, 1790)
- G. longiungula Kuslitzky, 2007
- G. longiventris Cresson, 1870
- G. longula

Glypta longula (Godoy & Gauld) Godoy & Gauld, 2002
Glypta longula (Kuslitzky) Kuslitzky, 2007
- G. macilenta Dasch, 1988
- G. macra Cresson, 1870
- G. maculata Dasch, 1988
- G. magnifica Dasch, 1988
- G. mainensis Dasch, 1988
- G. manitobae Dasch, 1988
- G. marianae Dasch, 1988
- G. martini Dasch, 1988
- G. maruyamensis Uchida, 1928
- G. masoni Dasch, 1988
- G. mattagamiana Dasch, 1988
- G. mcallisteri Dasch, 1988
- G. mckinleyi Dasch, 1988
- G. media Momoi, 1963
- G. mensurator (Fabricius, 1775)
- G. meritanae Yarger, 1976
- G. metadecoris Godoy & Gauld, 2002
- G. microcera Thomson, 1889
- G. michiganica Dasch, 1988
- G. militaris Cresson, 1870
- G. mimica Dasch, 1988
- G. mimula Dasch, 1988
- G. minnesotae Dasch, 1988
- G. minuta Dasch, 1988
- G. missouriana Dasch, 1988
- G. momoii Kuslitzky, 2007
- G. monoceros Gravenhorst, 1829
- G. montana Dasch, 1988
- G. monticolae Kuslitzky, 1978
- G. munda Dasch, 1988
- G. mutica Cushman, 1919
- G. nana Dasch, 1988
- G. nebulosa Dasch, 1988
- G. nederlandica Dasch, 1988
- G. nevadana Dasch, 1988
- G. nigerrima (Schmiedeknecht, 1934)
- G. nigra Dasch, 1988
- G. nigricornis Thomson, 1889
- G. nigrina Desvignes, 1856
- G. nigripes Strobl, 1902
- G. nigrita Dasch, 1988
- G. nigroplica Thomson, 1889
- G. notata Szepligeti, 1898
- G. novaconcordica Dasch, 1988
- G. novascotiae Dasch, 1988
- G. novomexicana Dasch, 1988
- G. nuda Dasch, 1988
- G. nulla Dasch, 1988
- G. nursei Cameron, 1902
- G. obscura Dasch, 1988
- G. occidentalis Dasch, 1988
- G. occulta Dasch, 1988
- G. ohioensis Dasch, 1988
- G. ontariana Dasch, 1988
- G. oregonica Dasch, 1988
- G. orientalis Cushman, 1933
- G. ornata Kuslitzky, 1978
- G. ottawaensis Dasch, 1988
- G. palustra Dasch, 1988
- G. panamintana Dasch, 1988
- G. pansa Dasch, 1988
- G. parallela Dasch, 1988
- G. partita Dasch, 1988
- G. parvicaudata Bridgman, 1889
- G. patula Dasch, 1988
- G. pecki Dasch, 1988
- G. pectinata Dasch, 1988
- G. pedata Desvignes, 1856
- G. pennsylvanica Dasch, 1988
- G. petila Dasch, 1988
- G. pettitanae Dasch, 1988
- G. phanetae Dasch, 1988
- G. phantasmaria Dasch, 1988
- G. picea Dasch, 1988
- G. picta Kuslitzky, 2007
- G. pictipes Taschenberg, 1863
- G. pilula Dasch, 1988
- G. pisici Kolarov, 1981
- G. placida Dasch, 1988
- G. plana Dasch, 1988
- G. platynotae Dasch, 1988
- G. polita Dasch, 1988
- G. popofensis Ashmead, 1902
- G. prognatha Dasch, 1988
- G. prolata Dasch, 1988
- G. prolixa Dasch, 1988
- G. prominens Dasch, 1988
- G. prostata Dasch, 1988
- G. protrusa Dasch, 1988
- G. pulchra Dasch, 1988
- G. pulchripes Cresson, 1870
- G. pumila Dasch, 1988
- G. punctata Godoy & Gauld, 2002
- G. punctifera Dasch, 1988
- G. purpuranae Dasch, 1988
- G. quebecensis Dasch, 1988
- G. ralla Dasch, 1988
- G. resinanae Hartig, 1838
- G. rhyacioniae Walley & Barron, 1977
- G. robsonensis Dasch, 1988
- G. robusta Dasch, 1988
- G. rohweri Dasch, 1988
- G. rotunda Dasch, 1988
- G. rubricator Aubert, 1972
- G. rubripes Cresson, 1870
- G. rufa Uchida, 1928
- G. rufata Bridgman, 1887
- G. rufescens Schmiedeknecht, 1934
- G. ruficornis Walsh, 1873
- G. rufipes Spinola, 1851
- G. rufipluralis Walsh, 1873
- G. rufiscutellaris Cresson, 1870
- G. rufitibialis Dasch, 1988
- G. rufiventris Kriechbaumer, 1894
- G. rufofasciata Cresson, 1870
- G. rufomarginata Cameron, 1886
- G. rufonotata Dasch, 1988
- G. rufula Dasch, 1988
- G. runcinata Dasch, 1988
- G. rutilata Dasch, 1988
- G. salicis Thomson, 1889
- G. salsolicola Schmiedeknecht, 1907
- G. santapaulae Dasch, 1988
- G. sanvita Godoy & Gauld, 2002
- G. saperdae Dasch, 1988
- G. saskatchewan Dasch, 1988
- G. satanas Dasch, 1988
- G. scabrosa Dasch, 1988
- G. scalaris Gravenhorst, 1829
- G. sculpturata Gravenhorst, 1829
- G. scutellaris Thomson, 1889
- G. schneideri Krieger, 1897
- G. separata Dasch, 1988
- G. severa Dasch, 1988
- G. sierrae Dasch, 1988
- G. similis Bridgman, 1886
- G. solida Dasch, 1988
- G. sonomae Dasch, 1988
- G. spectabilis Dasch, 1988
- G. spissa Dasch, 1988
- G. stenota Dasch, 1988
- G. striatifrons Dasch, 1988
- G. strigosa Dasch, 1988
- G. subcornuta Gravenhorst, 1829
- G. subtilis Dasch, 1988
- G. succincta Dasch, 1988
- G. succineipennis Viereck, 1905
- G. sulcata Dasch, 1988
- G. synnomae Dasch, 1988
- G. taiheizana (Sonan, 1936)
- G. talamanca Godoy & Gauld, 2002
- G. talitzkii Kuslitzky, 1974
- G. tama Kuslitzky, 1976
- G. tamanukii Uchida, 1928
- G. tappanensis Dasch, 1988
- G. tecta Dasch, 1988
- G. tegularis Thomson, 1889
- G. tenebrosa Dasch, 1988
- G. tenuata Dasch, 1988
- G. tenuicornis Thomson, 1889
- G. teres Gravenhorst, 1829
- G. tetonia Dasch, 1988
- G. tibialis Kuslitzky, 1974
- G. timberlakei Dasch, 1988
- G. tobiasi Kuslitzky, 1974
- G. tornata Dasch, 1988
- G. tortricis Dasch, 1988
- G. transversa Dasch, 1988
- G. transversalis Scudder, 1890
- G. triangularis Momoi, 1963
- G. tricincta Provancher, 1890
- G. trilineata Dasch, 1988
- G. tripartita Dasch, 1988
- G. trochanterata Bridgman, 1886
- G. truncata (Provancher, 1883)
- G. tuberculator Aubert, 1972
- G. tuberculifrons Cresson, 1870
- G. tumifrons Godoy & Gauld, 2002
- G. tumor Momoi, 1970
- G. turgida Dasch, 1988
- G. tuta Kuslitzky, 1976
- G. ulbrichti Habermehl, 1926
- G. undulata Dasch, 1988
- G. unita Dasch, 1988
- G. utahensis Dasch, 1988
- G. varianae Dasch, 1988
- G. varicoxa Thomson, 1889
- G. variegata Dasch, 1988
- G. varipes Cresson, 1865
- G. verecunda Dasch, 1988
- G. vernalis Dasch, 1988
- G. verticalis Dasch, 1988
- G. vespertina Dasch, 1988
- G. victoriana Dasch, 1988
- G. viktorovi Kuslitzky, 1974
- G. vinnula Dasch, 1988
- G. virginiensis Cresson, 1870
- G. vittata Godoy & Gauld, 2002
- G. vulgaris Cresson, 1870
- G. vulnerator Gravenhorst, 1829
- G. wahli Godoy & Gauld, 2002
- G. washingtoniana Dasch, 1988
- G. werneri Dasch, 1988
- G. willsiana Dasch, 1988
- G. wisconsinensis Dasch, 1988
- G. woerzi (Hedwig, 1952)
- G. xanthogastra Cameron, 1905
- G. yasumatsui (Uchida, 1952)
- G. yukonensis Dasch, 1988
- G. zomariae Dasch, 1988
- G. zonata Dasch, 1988
- G. zozanae Walley & Barron, 1977
- G. zurquiensis Godoy & Gauld, 2002